# Edvard Hugo von Zeipel
Edvard Hugo von Zeipel (8 de febrero de 1873 – 8 de junio de 1959) fue un astrónomo sueco, especialista en los campos de estudio de la mecánica celeste, la astrofotografía, y la astrofísica teórica.

## Semblanza
Von Zeipel trabajó en el Observatorio de Estocolmo de 1897 a 1900, participando en expediciones científicas a Svalbard en 1898, 1901, y 1902, tras lo que continuó su carrera en el Observatorio de Púlkovo de 1901 a 1902, en el Observatorio de París de 1904 a 1906, y en el Observatorio Astronómico de Upsala a partir de 1911. Demostró un teorema clave acerca de la conjetura de Painlevé.

## Eponimia
- El cráter Von Zeipel que lleva su nombre.[1]
- El asteroide (8870) von Zeipel.[2]
- El Teorema de von Zeipel, relacionando el flujo de radiación de una estrella con su gravedad efectiva local.